# The International Harp Contest in Israel

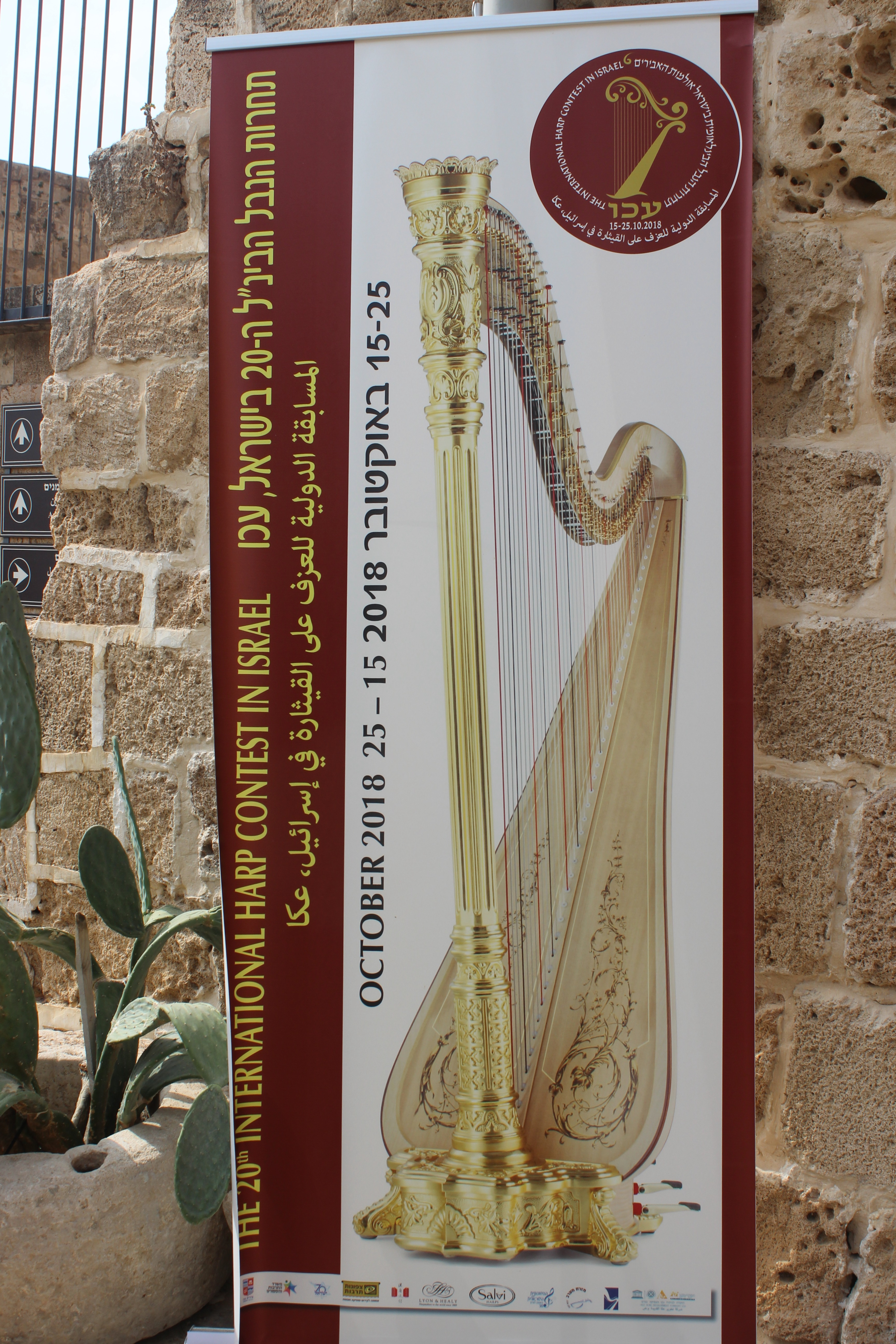
Dreisprachiges Werbebanner für den Internationalen Harfenwettbewerb in Akko, Israel 2018

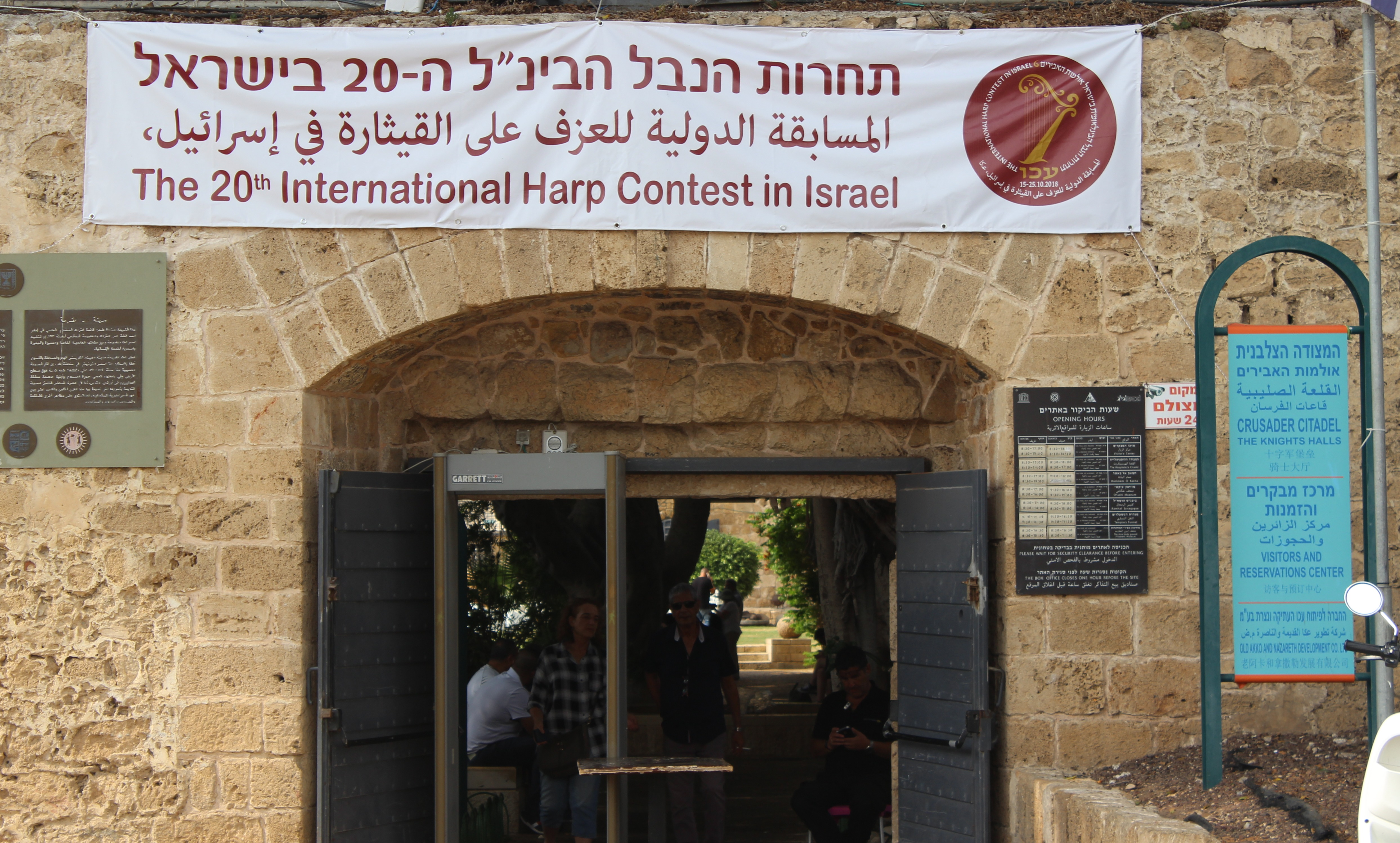
Eingang zur Kreuzritterburg Akko mit dreisprachigem Begrüßungsbanner für den 20. Internationalen Harfenwettbewerb 2018

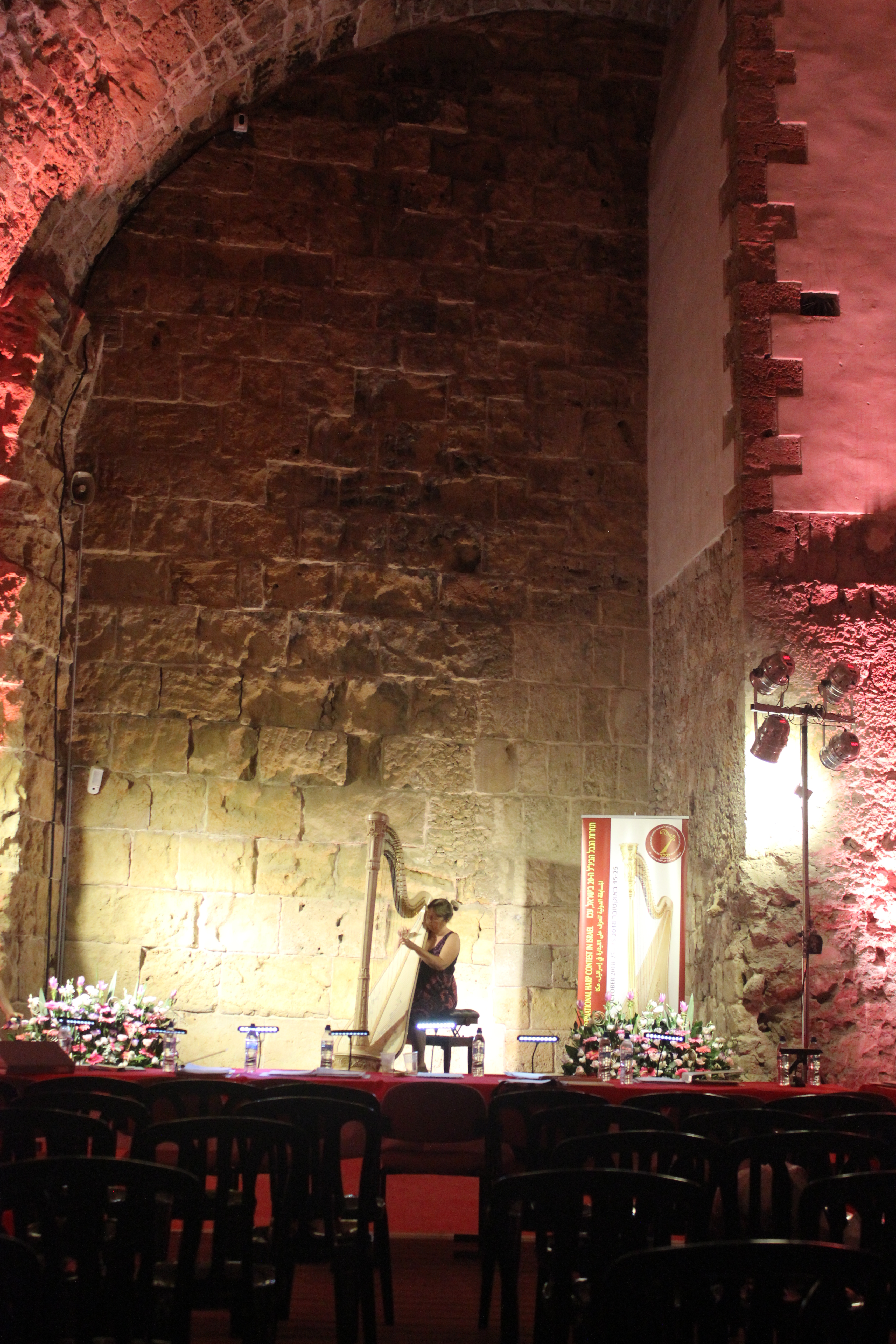
Im Kellergewölbe der Kreuzritterburg Akko fand das Vorspiel der Wettbewerbsteilnehmer des 20. Internationalen Harfenwettbewerbs 2018 statt.

The International Harp Contest in Israel (Internationaler Harfenwettbewerb in Israel) ist ein Wettbewerb für Harfenisten, der in unregelmäßigen Abständen (meistens drei Jahre) in Israel stattfindet. Es ist der älteste heute noch ausgetragene Harfenwettbewerb, vom 1.–11. Dezember 2025 wird der 22. Wettbewerb in Jerusalem stattfinden.

## Geschichte
Der Wettbewerb wurde 1959 von Aharon Zvi Propes ins Leben gerufen. Anlässlich des 10. Geburtstages des Staates Israel wurde nach einer Veranstaltung gesucht, die einzigartig war und die mehr Besucher nach Israel locken sollte. Zu dieser Zeit gab es noch keinen internationalen Harfenwettbewerb, deshalb wurde das Instrument König Davids für diesen Zweck ausgesucht. Um den ersten Wettbewerb populär und erfolgreich zu machen, besuchte Propes Harfenisten und Musiker auf der ganzen Welt. Dadurch konnte er bekannte Größen wie Pierre Jamet, Marcel Grandjany, Carlos Salzedo und Nicanor Zabaleta für die Jury gewinnen.
Seit 1959 wird der Wettbewerb vom amerikanischen Harfenhersteller Lyon & Healy gesponsert. Der Gewinner des Wettbewerbs erhält eine Konzertharfe Lyon & Healy Style 23 (später Lyon & Healy Style 23 Gold, Listenpreis 48.500 Dollar). Außerdem wird bei jedem Wettbewerb der „Aharon Zvi Propes Preis“ für die beste Interpretation einer israelischen Komposition vergeben, der mit 2000 Dollar dotiert ist. Die anderen Preisgelder betrugen 2006 6000 Dollar für den zweiten Preis, 4000 Dollar für den dritten Preis und 1000 Dollar für die beste Interpretation eines zeitgenössischen Stückes. Außerdem werden Preise für herausragende Interpretationen einzelner Stücke vergeben.
Erfolgreichste Nation ist Frankreich mit fünf Gewinnern, gefolgt von den USA mit drei Erfolgen. 1976 konnte erstmals ein männlicher Teilnehmer gewinnen, 2006 setzte sich mit Sivan Magen der erste israelische Musiker durch.
Die 17. Austragung fand 2009 in Jerusalem anlässlich des 50. Jahrestages des Wettbewerbs statt. Zubin Mehta übernahm den Juryvorsitz, außerdem fand ein Konzert mit früheren Preisträgern statt. Im Finale wurde mit dem Jerusalem Symphony Orchestra unter der Leitung von Roberto Paternostro gespielt.
Während der 18. Wettbewerb in Tel Aviv ausgetragen wurde, fanden die drei folgenden Wettbewerbe 2015, 2018 und 2022 in der historischen Kreuzritterburg in Akko statt.

## Modus
Am Wettbewerb teilnehmen darf, wer nicht älter als 35 Jahre ist und die nötigen Empfehlungsschreiben von international anerkannten Harfenisten und anderen Musikern einreicht. Der Wettbewerb wird in vier Runden ausgetragen. In der ersten Runde treten maximal 36 Teilnehmer an. Das vorzutragende Repertoire ist festgelegt und beinhaltet Solowerke. 18 Teilnehmer können die zweite Runde erreichen, in der ebenfalls Solowerke vorzutragen sind. Im Halbfinale spielen noch sechs Teilnehmer um den Finaleinzug. In dieser Runde werden Kammermusikwerke oder Konzerte mit Kammerbesetzung verlangt. Im Finale werden die drei Hauptpreise vergeben. Es wird ein Solokonzert mit Orchester gespielt, zusätzlich kann auch ein kurzes Solowerk freier Wahl vorgetragen werden.

## Preisträger
- 1. Wettbewerb 1959
  - 1. Preis: Susanna Mildonian, Belgien

- 2. Wettbewerb 1962
  - 1. Preis: Lynn Turner, USA

- 3. Wettbewerb 1965
  - 1. Preis: Martine Géliot, Frankreich

- 4. Wettbewerb 1970
  - 1. Preis: Chantal Mathieu, Frankreich

- 5. Wettbewerb 1973
  - 1. Preis: Nancy Allen, USA

- 6. Wettbewerb 1976
  - 1. Preis: Ivan Ion Roncea, Rumänien

- 7. Wettbewerb 1979
  - 1. Preis: Emily Mitchell, USA

- 8. Wettbewerb 1982
  - 1. Preis: Alice Giles, Australien

- 9. Wettbewerb 1985
  - 1. Preis Naoko Yoshino, Japan

- 10. Wettbewerb 1988
  - 1. Preis Isabelle Moretti, Frankreich

- 11. Wettbewerb 1992
  - 1. Preis Marie-Pierre Langlamet, Frankreich

- 12. Wettbewerb 1994
  - 1. Preis: nicht vergeben

- 13. Wettbewerb 1998
  - 1. Preis: Gwyneth Wentink, Niederlande
  - 2. Preis: Cristina Bianchi, Italien
  - 3. Preis: Kyo-Jin Lee, Korea

- 14. Wettbewerb 2001
  - 1. Preis: Letizia Belmondo, Italien
  - 2. Preis: Jessica Li Zhou, China
  - 3. Preis: Lavinia Meijer, Niederlande

- 15. Wettbewerb 2003
  - 1. Preis: Varvara Ivanova, Russland
  - 2. Preis: Julie Bunzel, USA
  - 3. Preis: Albane Mahe, Frankreich
  - Beste Interpretation von Toshi Ichiyanagis Stilltime III: Etsuko Shoji, Japan
  - Beste Interpretation einer israelischen Komposition: Julie Bunzel, USA
  - Beste Interpretation eines zeitgenössischen Stückes: Varvara Ivanova, Russland
  - Kammermusikpreis für Maurice Ravels Introduktion und Allegro: Julie Bunzel, USA

- 16. Wettbewerb 2006
  - 1. Preis: Sivan Magen, Israel
  - 2. Preis: Cecile Maudire, Frankreich
  - 3. Preis: Etsuko Chida, Japan
  - Beste Interpretation einer israelischen Komposition: Sivan Magen, Israel
  - Beste Interpretation eines zeitgenössischen Stückes: Cecile Maudire, Frankreich
  - Beste Interpretation von Sergiu Natras Commentaires Sentimentaux: Teresa Zimmermann, Deutschland
  - Beste Interpretation von Henriette Reniés Ballade Fantastique: Sivan Magen, Israel

- 17. Wettbewerb 2009
  - 1. Preis: nicht vergeben
  - 2. Preis: Ina Zdorovetchi, Moldawien
  - 3. Preis: Remy van Kesteren, Niederlande
  - Beste Interpretation einer israelischen Komposition: Ina Zdorovetchi, Moldawien
  - Beste Interpretation eines zeitgenössischen Stückes: Remy van Kesteren, Niederlande
  - Kammermusikpreis: Ina Zdorovetchi, Moldawien
  - Beste Interpretation von Henriette Reniés Piece Symphonique en trois èpisodes: Emily Levin, USA

- 18. Wettbewerb 2012
  - 1. Preis: Anais Gaudemard, Frankreich
  - 2. Preis: Agne Keblyte, Litauen
  - 3. Preis: Mai Fukui, Japan
- 19. Wettbewerb 2015
  - 1. Preis: Yuying Chen, China
  - 2. Preis: Anaelle Tourett, Frankreich
  - 3. Preis: Eva Tomsic, Slowenien
- 20. Wettbewerb 2018
  - 1. Preis: Lenka Petrović, Serbien
  - 2. Preis: Joel von Lerber, Schweiz
  - 3. Preis: Marina Fradin, Israel
- 21. Wettbewerb 2021
  - 1. Preis: Claudia Lucia Lamanna, Italien
  - 2. Preis: Lea Maria Löffler, Deutschland
  - 3. Preis: Beatriz Cortesão, Portugal[8]